# P.S. I Love You (Beatles sang)
 For alternative betydninger, se P.S. I Love You. (Se også artikler, som begynder med P.S. I Love You)
"P.S. I Love You" er B-siden på det engelske Rockband The Beatles' debutsingle Love Me Do/P.S. I Love You og tillige på debutalbummet Please Please Me. Da singlen oprindeligt blev udgivet i Storbritannien den 5. oktober 1962, toppede den som nummer 17.

## Komposition
Nummeret er skrevet i foråret 1962, mens Paul McCartney var i Hamborg. Nummeret anses nogle gange for at være en dedikation til hans daværende kæreste Dot Rhone. McCartney afviser dog dette:
 Det er egentlig bare en idé til en sang, en temasang baseret på et brev, ligesom Paperback Writer-ideen. Det var stort set min. Jeg tror ikke, at John havde den store finger med i spillet på den. Der er visse temaer, der er nemmere end andre skrive en sang om, og et brev er et af dem... Brevet er et populært tema til en sang, og det er bare mit forsøg på det. Det er ikke baseret på virkeligheden, og jeg skrev det heller ikke til min kæreste fra Hamborg, hvilket nogle mennesker tror.

John Lennon har sagt:
 Det er Pauls sang. Han prøvede at skrive en "Soldier Boy" som Shirelles. Han skrev den i Tyskland, eller da vi skulle til og fra Hamborg. Jeg kunne have bidraget med noget. Jeg kan ikke huske noget særligt. Det var hovedsageligt hans sang.

Melodisk typisk for McCartneys senere skrivestil, viser sangen to bemærkelsesværdige undtagelser fra den samtidige model: under åbningskoret placeres akkorden D♭7 uoverensstemmende mellem G og D (på skrivning), og under sangens titelfrase et pludseligt skift til B♭ forekommer under "P.S. I love you", som Ian MacDonald beskrev som "et mørkt sidespring". Lennon bidrager med en enkelt toneharmoni, der understreger begyndelsen af hver strofe. Lyrisk konstrueret med deres kvindelige publikum i tankerne, inkluderede Beatles den som en del af deres Cavern Club-sangsæt.

## Indspilning
Der blev foretaget 10 optagelser af P.S I Love You ved det tredje forsøg på at færdiggøre den første single den 11. september 1962. Nummeret, der på dette tidspunkt var kandidat til at være A-side, blev produceret af George Martins assistent Ron Richards, da George Martin ikke var til stede før sent. George Martin havde bedt Ron Richards om at engagere studietrommeslager Andy White, da han ikke ville tage nogle chancer i forbindelse med Ringos manglende erfaring med at indspille plader og tidligere oplevelser med Pete Best, der var Beatles' trommeslager ved deres audition den 6. juni. Ringo blev degraderet til at spille maracas. Denne oplevelse plagede Ringo i årevis.
Richards, der oprindeligt var musikudgiver, fortalte gruppen, at sangen ikke kunne være A-siden på deres single på grund af en tidligere sang med samme titel var blevet udgivet (Rudy Vallée i 1934). Han sagde til Paul: "Du kan have den som B-side, men ikke A-side."

## Musikere
- John Lennon – akustisk rytmeguitar, sang
- Paul McCartney – forsang, bas
- George Harrison – akustisk guitar
- Ringo Starr – maracas
- Andy White – trommer